# 2002 في لبنان
فيما يلي قوائم الأحداث التي وقعت خلال عام 2002 في لبنان.